# Okręg Bernay
Okręg Bernay (fr. Arrondissement de Bernay) – okręg w północnej Francji. Populacja wynosi 131 tysięcy.

## Podział administracyjny
W skład okręgu wchodzą następujące kantony:
- Amfreville-la-Campagne,
- Beaumesnil,
- Beaumont-le-Roger,
- Bernay-Est,
- Bernay-Ouest,
- Beuzeville,
- Bourgtheroulde-Infreville,
- Brionne,
- Broglie,
- Cormeilles,
- Montfort-sur-Risle,
- Pont-Audemer,
- Quillebeuf-sur-Seine,
- Routot,
- Saint-Georges-du-Vièvre,
- Thiberville.